# Tianzhou 3
Tianzhou 3 (天舟三号; Tiānzhōu èrhào) är en flygning av Kinas obemannat lastrymdskepp, Tianzhou. Farkosten sköts upp med en Chang Zheng 7-raket, den 20 september 2021.. Några timmar efter uppskjutningen dockade farkosten med den kinesiska rymdstationen Tiangong.
Målet med flygningen var att leverera förnödenheter och utrustning till rymdstationen.
Den 19 april 2022 lämnade farkosten rymdstation och dockade åter med rymdstationen några timmar senare.
Den 17 juli 2022 lämnade den rymdstationen för sista gång. Den brann som planerat upp i jordens atmosfär den 27 juli 2022.